# NGC 3125
NGC 3125 este o galaxie situată în constelația Mașina Pneumatică. A fost descoperită în 1835 de către John Herschel. Se află la o distanță de 9,3 megaparseci de Pământ.